# Saint-Arnoult-des-Bois
Saint-Arnoult-des-Bois è un comune francese di 884 abitanti situato nel dipartimento dell'Eure-et-Loir nella regione del Centro-Valle della Loira.

## Società

### Evoluzione demografica
Abitanti censiti